# Técnicas de elicitación
Una técnica de elicitación es cualquiera de una serie de técnicas para recopilación de datos utilizadas en antropología, ciencias cognitivas, asesoramiento, educación, ingeniería del conocimiento, lingüística, gestión, filosofía, psicología u otros campos para recopilar conocimientos o información sobre la gente. El trabajo reciente en el comportamiento económico ha buscado que las técnicas de elicitación se puedan utilizar para controlar los conceptos erróneos de los sujetos y mitigar los errores en las prácticas de diseño experimental generalmente aceptadas. La elicitación, en la que el conocimiento se busca directamente de los seres humanos, generalmente se distingue de los métodos indirectos, como la recopilación de información de fuentes escritas.
Una persona que interactúa con sujetos humanos para obtener información de ellos puede llamarse elicitador(a), analista, experimentador(a) o ingeniero(a) del conocimiento, según el campo de estudio.
Las técnicas de elicitación incluyen entrevistas, observación del comportamiento natural (incluso como parte de la observación participativa ) o del comportamiento en un entorno de laboratorio o el análisis de las tareas asignadas.

## Lista de técnicas de elicitación
- Sondeos
- Sistema existente
- Alcance del proyecto
- Lluvia de ideas
- Grupos de enfoque
- prototipos exploratorios
- Análisis de tareas del usuario
- Observación
- Encuestas
- Cuestionario
- Tablero de la historia